# Lutzomyia longispina
Lutzomyia longispina är en tvåvingeart som först beskrevs av Mangabeira Fo O. 1942.  Lutzomyia longispina ingår i släktet Lutzomyia och familjen fjärilsmyggor. Inga underarter finns listade i Catalogue of Life.